# Brisus salomonicus
Brisus salomonicus är en insektsart som beskrevs av Navás 1931. Brisus salomonicus ingår i släktet Brisus och familjen myrlejonsländor. Inga underarter finns listade i Catalogue of Life.